# Catapariprosopa edwardsi
Catapariprosopa edwardsi là một loài ruồi trong họ Tachinidae.